# فرانتس نواک
فرانتس نواک (آلمانی: Franz Novak؛ ۱ ژانویه ۱۹۱۳ – ۲۱ اکتبر ۱۹۸۳) یک نظامی با درجه هاوپت‌اشتورمفورر اهل آلمان بود.
وی که از ماموران اس‌اس بوده از عاملان هولوکاست در مجارستان محسوب میشده اما در دهه ۱۹۶۰ میلادی پس از دستگیری و محاکمه از اتهام‌ها تبرئه و در سال ۱۹۸۳ در شهرک لانگنزرسدورف اتریش درگذشت.